# Fishscale
Fishscale è il quinto album solista di Ghostface Killah, membro del Wu Tang Clan. È uscito il 28 marzo 2006 per Def Jam. Il titolo è un riferimento al mondo della cocaina.
Il singolo Back Like That, estratto dall'album, raggiunse la 14ª posizione nella U.S. Hot R&B/Hip-Hop Songs chart, mentre "Be Easy" si fermò solo alla 91ª. L'album vendette più di 110,000 copie nella prima settimana, debuttando al quarto posto nella Billboard 200 e al secondo nella Top Rap/R&B Albums chart, i migliori piazzamenti ottenuti dal debutto solista del 1996, con Ironman. Il disco fu messo in ombra dall'uscita quasi contemporanea di King, album di T.I..

## Informazioni
A gennaio 2006 fu pubblicato un sampler contenente le versioni complete di "Be Easy", "Back Like That" e "Kilo", nonché una versione più breve dei pezzi "Big Girl" e "Charlie Brown". L'ultima canzone, prodotta da MF DOOM, conteneva un campione estrapolato da Alfomega di Caetano Veloso, per il quale non era stato chiesto il permesso di utilizzo. Per questo motivo il pezzo non entrò nella tracklist ufficiale dell'album.
L'album ricevette critiche molto positive. Al suo interno numerose erano le collaborazioni con la Theodore Unit e con il Wu-Tang Clan, ma l'album è il primo nella storia dell'artista a non contenere produzioni affidate al compagno di clan RZA, che è comunque campionato nel pezzo "9 Milli Bros".
Le produzioni di J Dilla vengono dal suo album Donuts, quelle di MF DOOM sono contenute all'interno della serie strumentale Special Herbs.